# Леснічувка (гміна Морди)
Леснічувка (пол. Leśniczówka) — село в Польщі, у гміні Морди Седлецького повіту Мазовецького воєводства.
Населення — 287 осіб (2011).
У 1975-1998 роках село належало до Седлецького воєводства.

## Демографія
Демографічна структура станом на 31 березня 2011 року:
|          | Загалом | Допрацездатний вік | Працездатний вік | Постпрацездатний вік |
| -------- | ------- | ------------------ | ---------------- | -------------------- |
| Чоловіки | 137     | 24                 | 100              | 13                   |
| Жінки    | 150     | 33                 | 95               | 22                   |
| Разом    | 287     | 57                 | 195              | 35                   |